# Ministère des Relations économiques extérieures et du Commerce extérieur
 (avril 2023).
Si vous disposez d'ouvrages ou d'articles de référence ou si vous connaissez des sites web de qualité traitant du thème abordé ici, merci de compléter l'article en donnant les références utiles à sa vérifiabilité et en les liant à la section « Notes et références ».
Le ministère des Relations économiques extérieures est le ministère du Commerce extérieur de la République démocratique populaire de Corée. Le ministre actuel est Kim Yong-jae et le vice-ministre O Ryong-chol. Le ministère a été créé en 2014 lorsque son prédécesseur, le ministère du Commerce extérieur, a fusionné avec le Joint Venture Investment Committee et la State Economic Development Commission pour relancer le ministère qui avait été entaché de sanctions économiques contre la Corée du Nord.

## Localisation
Le siège du Ministère se situe sur la place Kim Il-sung en face du siège du Ministère de l'Agriculture  à Pyongyang. 

## Architecture
Le siège du Ministère mesure 100 m de long. Il est de style stalinien et est pourvu du drapeau du Parti de travail de Corée. En 2012, des portraits importants de Karl Marx et de Vladimir Lénine ont été retirés de la façade du ministère sur la place Kim Il-sung à Pyongyang, ce que les observateurs ont pris pour des signes indirects de changement provoqués par la direction de Kim Jong-un.

## Histoire
Le ministère du Commerce extérieur a été nouvellement créé en septembre 1998 à la suite de l'adoption de la nouvelle « Constitution Kim Il-sung » de 1998. Il supervisait initialement toutes les activités économiques internationales. Certaines de ses tâches ont été déléguées à deux organisations fondées respectivement en 2010 et 2013 : le Comité d'investissement en coentreprise (JVIC) a été créé pour gérer les investissements étrangers et la Commission nationale de développement économique (SEDC) pour gérer les zones économiques spéciales de la Corée du Nord. Peu à peu, à cause des sanctions contre la Corée du Nord, le ministère du Commerce extérieur est devenu inopérant. Entre 2008 et 2016, Ri Ryong-nam a été ministre.
Le ministère actuel a été créé le 8 juin 2014 lorsque le Ministère du commerce extérieur a fusionné avec le JVIC et le SEDC. Les trois organisations constituantes avaient été affiliées au Cabinet de la Corée du Nord. Il est probable qu'ils aient eu beaucoup de chevauchement dans leurs tâches. Selon l'Institute for Far Eastern Studies : « la création de ce nouveau ministère affilié au Cabinet peut être interprétée comme une tentative de percée dans la stagnation de la coopération économique internationale de la Corée du Nord... une mesure prise pour accroître l'efficacité de la prise de décision et la mise en œuvre des questions liées au commerce extérieur, et de mettre fin à la confusion et à l'interconcurrence inefficace qui ont résulté de la création de ces agences supplémentaires. »
Le ministère a ouvert un site web en octobre 2018. Selon Martyn Wililams de North Korea Tech, le site web est arrivé « à un moment intéressant car Kim Jong-un a fixé le développement économique comme un objectif majeur pour le pays, alors que les entreprises sud-coréennes évaluent des projets qui pourrait aider les relations entre les deux Corées, mais la communauté internationale impose certaines des sanctions les plus strictes jamais imposées au pays. »